# Braunschweig Parcours 2004

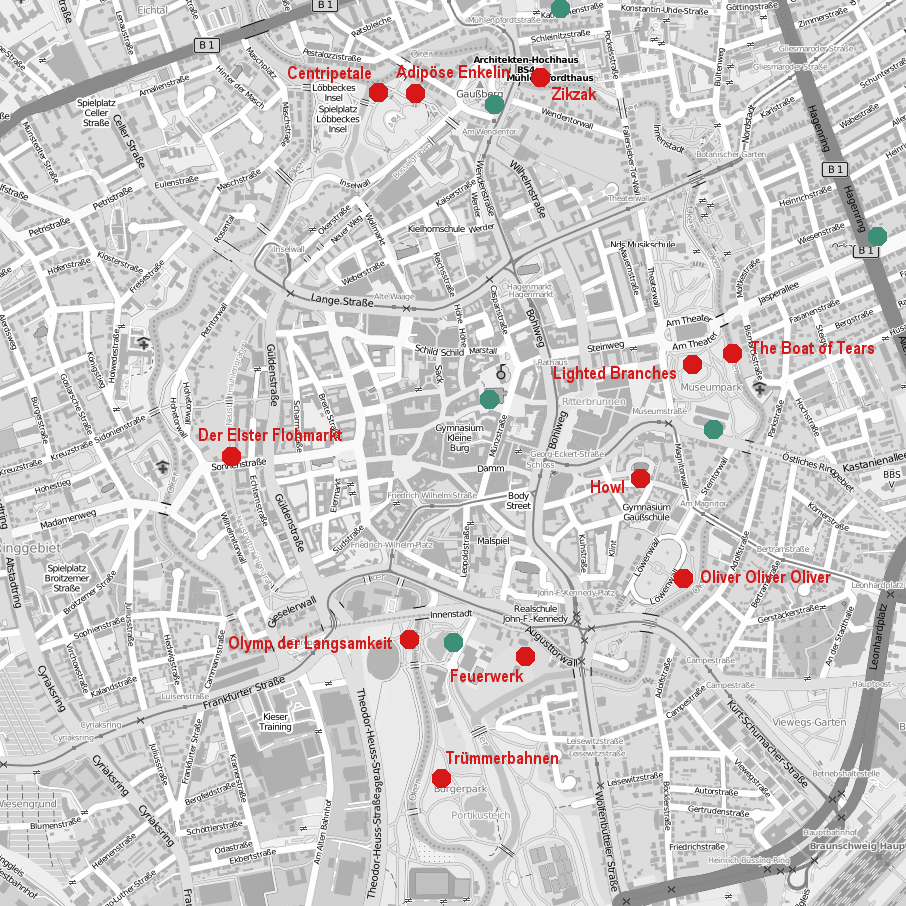
Standorte der Kunstprojekte

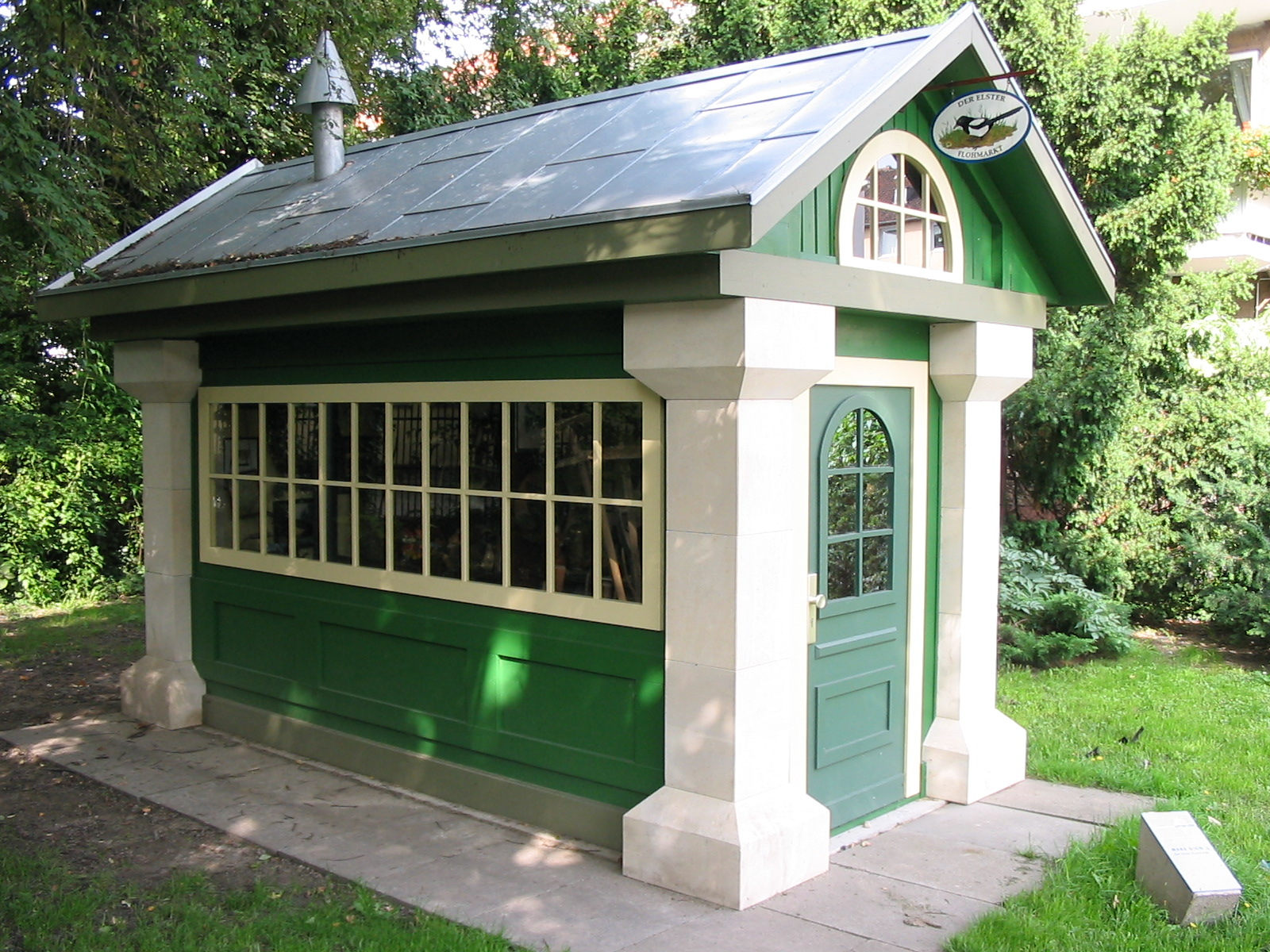
Der Elster Flohmarkt

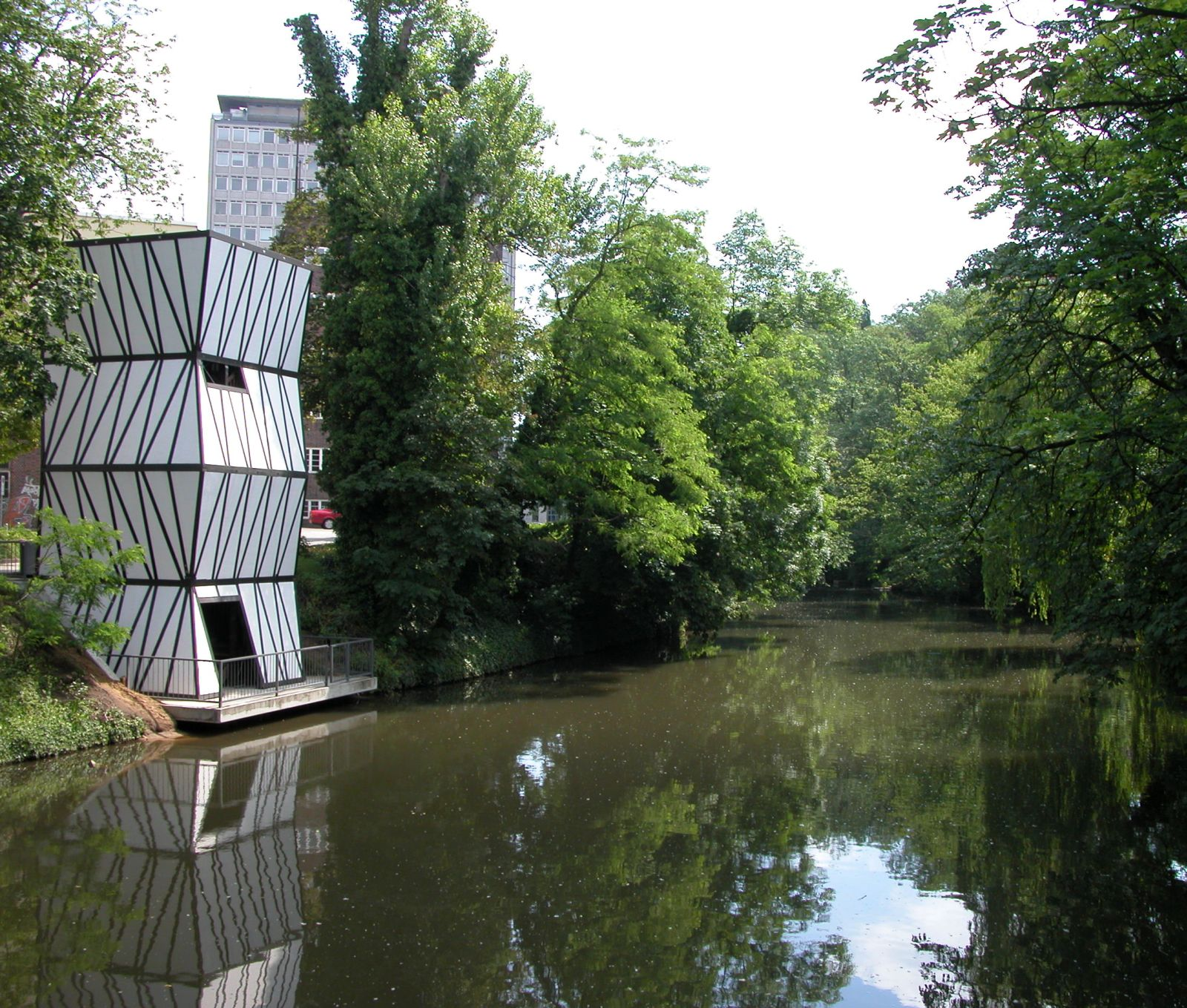
Zikzak

Der Braunschweig Parcours 2004 war eine temporäre Ausstellung zeitgenössischer Kunst im öffentlichen Raum, die vom 26. Juni 2004 bis zum 31. Oktober 2004 entlang der Umflutgräben und der Oker in Braunschweig stattfand. Der Braunschweig Parcours 2004 umfasste zwölf Installationen und war die Fortsetzung des Projektes Lichtparcours 2000, das vier Jahre zuvor parallel zur Expo 2000 stattgefunden hatte. Im Gegensatz zum Lichtparcours waren die einzelnen Positionen nicht an die Brücken gebunden. Sie war die zweite Veranstaltung der Braunschweig-Parcours-Reihe.
Der Braunschweig Parcours 2004 diente als wichtiges Referenzprojekt für die Bewerbung Braunschweigs und der Region zur Kulturhauptstadt Europas 2010. Die Bewerbung unterlag jedoch gegen jene aus Essen, dem Zentrum der RUHR.2010. Dennoch wurde auch im Jahr 2010 ein weiterer Lichtparcours veranstaltet.
Von diesem Kunstprojekt blieb nur eine Installation dauerhaft erhalten, der Elster Flohmarkt am Hohetor. Ein zweites Kunstwerk, der Zikzak blieb über einige Jahre hinaus als Leihgabe in Braunschweig erhalten und wurde schließlich abgebaut.

## Künstler und Projekte
Beteiligt waren unter anderem die Künstler Cosima von Bonin, Mark Dion, Isa Genzken, Tobias Rehberger, Andreas Slominski und Franz West.
Zu den Exponaten zählten: Howl, Der Elster Flohmarkt, Lighted Branches, The Boat of Tears, Oliver Oliver Oliver, Adipöse Enkelin, ZIKZAK, Feuerwerk, Trümmerbahnen, Centripetale und der Olymp der Langsamkeit sowie Class of Jealous Dance, das aus mehreren Teilobjekten bestand. Die Künstler konnten den Standort der Installationen innerhalb des Okerbereichs frei wählen.

### Installationen
- 1) Das Werk „Class of Jealous Dance“ von Cosima von Bonin bestand aus mehreren Teilprojekten an verschiedenen Standorten und bildete somit einen eigenen Parcours. Zu diesem Projekt gehörte die Aufstellung und Wiederherstellung von Straßenmöbeln und Ähnlichem.
- 2) „Howl“ von Tom Burr bestand aus einer Gruppe von begehbaren Käfigen und wurde auf dem Magnikirchhof aufgestellt. Die Käfige waren wie ein Irrgarten aufgestellt.
- 3) Der „Elster Flohmarkt“ von Mark Dion befindet sich an der Sonnenstraße im Bereich des Hohetors. Es besteht aus einem kleinen Häuschen in dem sich eine Sammlung von Gegenständen befindet, die auf den Flohmärkten der Region zusammengetragen wurden. Inspiriert wurde die Errichtung des Häusermodells durch das kleine Antiquariat am Burgplatz, das ihm gestalterisch sogar nachempfunden wurde.
- 4) „Lighted Branches“ von Isa Genzken. Dieses Projekt befand sich im Museumpark und bestand aus weißen Ästen, die auf einer Rasenfläche verteilt wurden und nachts leuchteten. Sie waren mit phosphoreszierender Farbe bemalt worden.
- 5) „The Boat of Tears“ von Jean-Michel Othoniel befand sich auf dem Östlichen Umflutgraben in der Nähe der Theaterbrücke. Dabei handelte es sich um ein kleines Boot aus rohem Holz mit einem Aufbau aus farbigen Glas-Kugeln, die einen Baldachin bilden. Es sollte an die Reisenden, Händler und Eroberer erinnern, die über den Wasserweg nach Braunschweig kamen.
- 6) „Oliver Oliver Oliver“ von Jorge Pardo war ein Kino am Löwenwall. Das Bauwerk aus transparentem Kunststoff bestand aus zwei Teilen, das eine orange gestaltet, das andere gelb. In der Mitte befand sich der rote Eingang. Beide Räume besaßen je eine Leinwand.
- 7) Die „Adipöse Enkelin“ von Tobias Rehberger war ein Baumhaus aus transparentem Kunststoff in mehreren Farben in einem Baum im Inselwallpark. Während der Führungen durch den Parcours war ein Aufstieg zum Kunstwerk möglich.
- 8) „Zikzak“ von Pedro Reyes war ein kleiner Turm im Fachwerkstil, der sowohl als Bootsanleger als auch als Aussichtsturm diente. Aufgestellt wurde es in der Nähe der Mühlenpfordtstraße am Ufer des Östlichen Umflutgrabens.
- 9) Ein „Feuerwerk“ von Andreas Slominski wurde im Garten des Kunstvereins Braunschweig (Villa Salve Hospes) aufgebaut.
- 10) Die „Trümmerbahnen“, eine Installation von Ina Weber,[2] befanden sich westlich des Portikusteiches im Bürgerpark. Dieses Werk bestand aus einem Minigolfparcours mit Gebäudemodellen die Trümmerhäusern nachempfunden waren. Sie sollten an das im Zweiten Weltkrieg zerstörte Braunschweig erinnern, dessen Trümmer und Schutt in einem zehnjährigen Prozess abtransportiert wurden.
- 11) Die „Centripetale“ von Franz West war ein Kunstwerk im Inselwallpark, bestehend aus einer Stele, die von einem Ring umgeben war.
- 12) Der „Olymp der Langsamkeit“ von Joseph Zehrer bestand aus mehreren Ringen aus farbigem Kunststoff und befand sich im Bürgerpark an der Volkswagenhalle. Die fünf Ringe die die Kontinente darstellten konnten umrundet werden und wurden nachts beleuchtet.